# Deborah Ann Woll

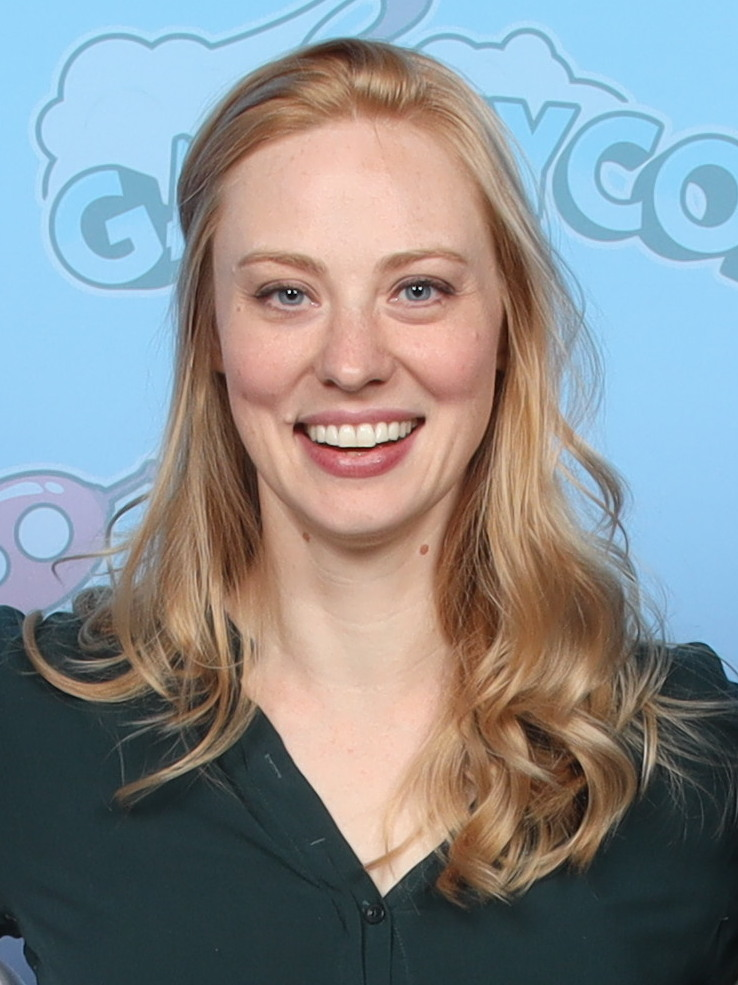
Deborah Ann Woll (2024)

Deborah Ann Woll (* 7. Februar 1985 in Brooklyn, New York) ist eine US-amerikanische Schauspielerin, die vor allem durch ihre Rolle in der Serie True Blood Bekanntheit erlangte.

## Jugend
Woll ist irischer und deutscher Abstammung. Ihre Mutter ist Geschichtslehrerin. Sie wuchs in Brooklyn auf. Nach dem High-School-Abschluss besuchte sie die University of Southern California und machte dort ihren Bachelor-Abschluss im Fach Schauspiel. 

## Karriere
Woll spielte zehn Jahre lang in verschiedenen Theaterstücken, bis sie 2007 ihre erste Fernsehrolle in der Serie Life bekam. Anschließend war sie in weiteren Gastrollen unter anderem in den Serien Emergency Room – Die Notaufnahme, CSI: Den Tätern auf der Spur und My Name Is Earl zu sehen. Sie ist ein ehemaliges Vogue-Model.
Bekanntheit erlangte sie durch die Rolle des Vampirs Jessica Hamby in der Serie True Blood, in der sie von 2008 bis 2014 zu sehen war.
Nach einer kleinen Rolle in dem Fernsehfilm Aces ’n Eights im Jahr 2008 stand sie 2010 für den Thriller Mother’s Day erstmals für eine Filmhauptrolle vor der Kamera. Im selben Jahr drehte sie an der Seite von Bruce Willis, Forest Whitaker und Nikki Reed den Actionfilm Catch .44 – Der ganz große Coup. Von 2015 bis 2018 verkörperte sie die Rolle der Comic-Figur Karen Page in der Marvel-Serie Marvel’s Daredevil. Diese Rolle übernahm sie auch 2017 in Marvel’s The Defenders und Marvel’s The Punisher.

## Filmografie (Auswahl)
- 2007: Life (Fernsehserie, Folge 1x06)
- 2008: Aces ’n Eights (Fernsehfilm)
- 2008: Emergency Room – Die Notaufnahme (ER, Fernsehserie, Folge 14x14)
- 2008: CSI: Den Tätern auf der Spur (CSI: Crime Scene Investigation, Fernsehserie, Folge 8x17)
- 2008: My Name Is Earl (Fernsehserie, Folgen 3x21–3x22)
- 2008–2014: True Blood (Fernsehserie, 70 Folgen)
- 2009: Law & Order: Special Victims Unit (Fernsehserie, Folge 11x03)
- 2009: The Mentalist (Fernsehserie, Folge 1x10)
- 2010: Mother’s Day – Mutter ist wieder da (Mother’s Day)
- 2011: Catch .44 – Der ganz große Coup (Catch .44)
- 2011: Sieben Tage in Utopia (Seven Days in Utopia)
- 2011: Little Murder
- 2012: Ruby Sparks – Meine fabelhafte Freundin (Ruby Sparks)
- 2015: Forever
- 2015–2018: Marvel’s Daredevil (Fernsehserie, 39 Folgen)
- 2017: Marvel’s The Defenders (Fernsehserie, 4 Folgen)
- 2017–2019: Marvel’s The Punisher (Fernsehserie, 5 Folgen)
- 2019: Escape Room
- 2021: Escape Room 2: No Way Out (Escape Room: Tournament of Champions)
- 2021: Ida Red
- 2022: Deborah
- 2022: Children of Éarte (Fernsehserie, 28 Folgen)
- 2023: Quantum Leap (Fernsehserie, Folge 1x09)
- 2024: Queen of the Ring
- seit 2025: Daredevil: Born Again (Fernsehserie)

## Auszeichnungen und Nominierungen
- 2009: Auszeichnung mit dem Satellite Award als Bestes Ensemble für True Blood
- 2010: Nominierung für den Screen Actors Guild Award als Bestes Ensemble für True Blood
- 2010: Nominierung für den Scream Award als Beste Newcomerin für True Blood